# Hiddensee
Hiddensee (en allemand : /ˈhɪdn̩ˌzeː/,, ? Écouter [Fiche]) est une petite île et une commune allemande située à l'ouest de la grande île de Rügen sur la mer Baltique. Elle fait partie du Parc national du lagon de Poméranie occidentale, dans le Land de Mecklembourg-Poméranie-Occidentale.

## Géographie

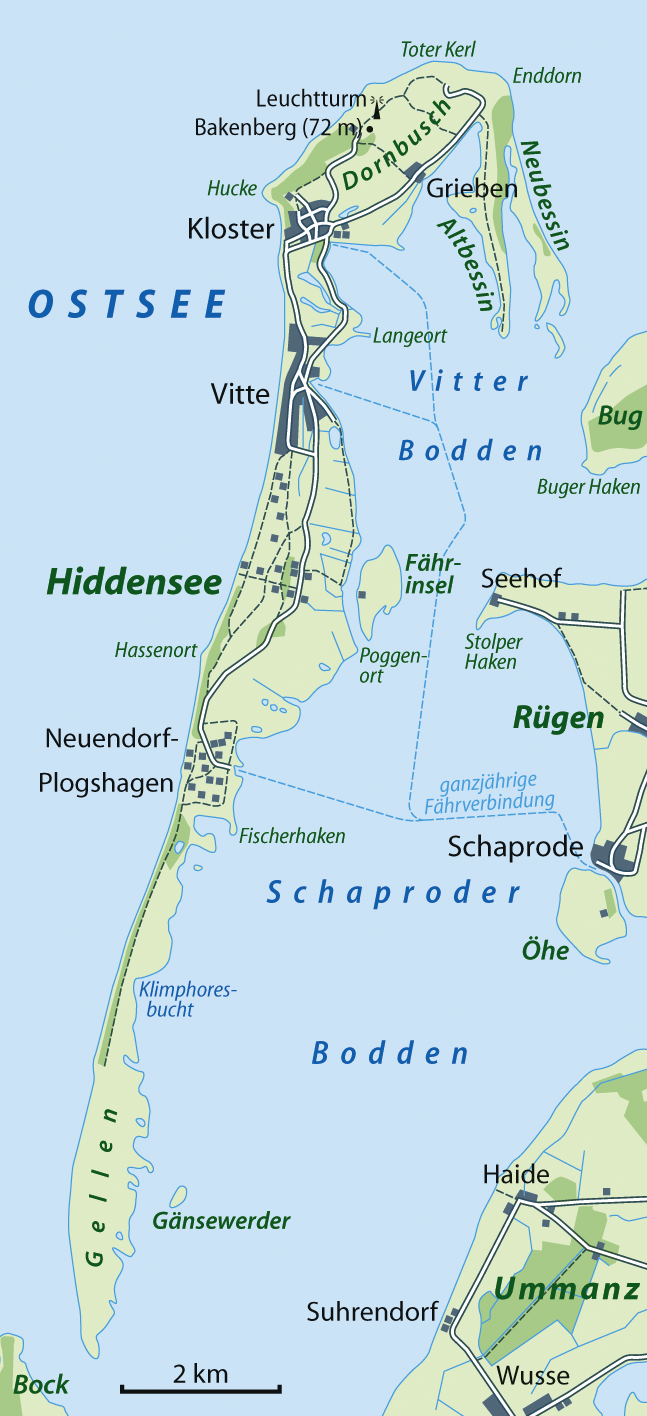
Carte de Hiddensee

Hiddensee est une bande de terre étroite aux allures d'hippocampe, d'environ 16,8 kilomètres de long et d'une largeur variant entre 250 mètres et 3,7 kilomètres. C'est la plus grande île du parc national du lagon de Poméranie occidentale.
Au nord les hauteurs atteignent 70 mètres et son point culminant, le Bakenberg, est crédité d'une altitude de 72 mètres ; le phare de l'île est construit au point culminant. Au nord-est l'île est prolongée par deux bancs de sable en forme de crochets de 3 kilomètres de long environ, le Vieux Bessin (Altbessin) à l'ouest et le Nouveau Bessin (Neubessin), de formation plus récente. Le centre de l'île est couvert de dunes et de landes. Sa partie méridionale est plate, d'une élévation de quelques mètres seulement, c'est le Gellen, une zone protégée fermée aux visiteurs.
L'île est entourée par le Schaproder Bodden et le Vitter Bodden à l'est, par la Gellenrinne au sud vers Stralsund et par la mer Baltique à l'ouest et au nord.

## Géologie

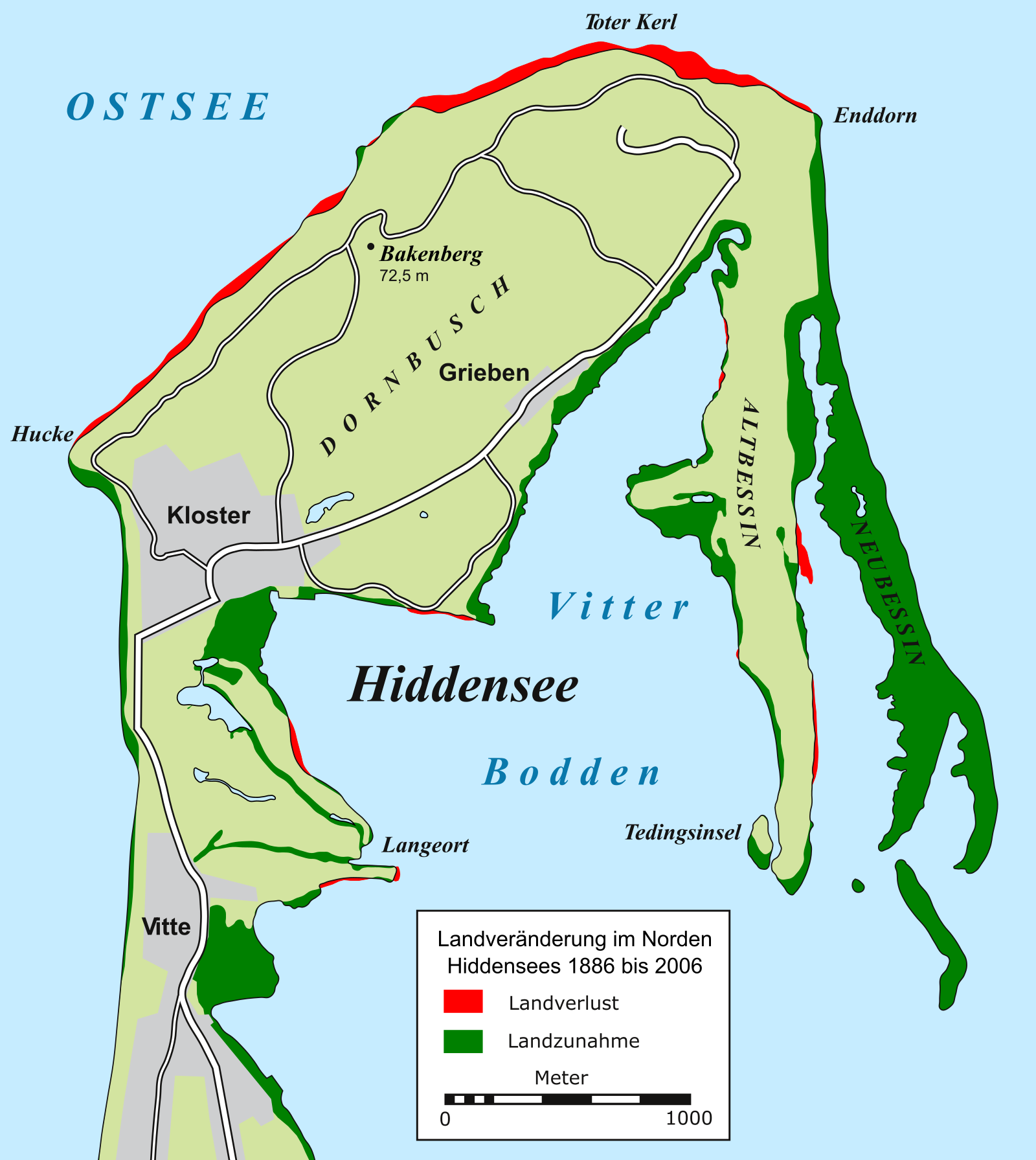
Érosion (en rouge) et extension (en vert) entre 1886 et 2006

## Organisation territoriale
Insel Hiddensee – qui se nommait Hiddensee jusqu'en février 1993 – est une commune qui regroupe quatre villages. Ce sont, du nord au sud, Grieben, Kloster, Vitte et Neuendorf.
- Grieben est le village le plus septentrional, le plus ancien et le plus petit. Il ne dispose pas de son propre port.
- Kloster tire son nom de l'ancienne abbaye cistercienne qui s'y trouvait entre 1296 et 1536 et qui disparut au moment de la Réforme. Le village se trouve sur le flanc des hauteurs de l'île. Grâce à la Maison Gerhart-Hauptmann, à l'église et au cimetière qui abrite notamment les tombes de Gerhart Hauptmann, de Walter Felsenstein et de Gret Palucca, Kloster est en quelque sorte le cœur culturel de Hiddensee. C'est également là que se trouve l'Institut d'Écologie de l'Université de Greifswald.
- Vitte est mentionné pour la première fois en 1513. C'est la plus importante et la plus centrale des localités de l'île où se trouvent la mairie et les services administratifs.
- Neuendorf est la localité la plus méridionale. Quoique éloignée de Vitte de 6 kilomètres seulement, on y parle un dialecte différent.

## Histoire
Les touristes viennent sur l'île depuis au moins la fin du XIXe siècle, pour apprécier le cadre naturel et les plages de l'île. Le tourisme balnéaire se développe à partir des années 1920, et les strandkörbe se popularisent. On raconte que dans les années 1920, et au contraire d'autres stations balnéaires, les femmes étaient jambes nues sur la plage de l'île, ce qui à l'époque était inconcevable.
En 1923, le gouvernement local interdit les voitures sur l'île, afin de ne pas nuire au développement du tourisme balnéaire et naturel.
Hiddensee est rattachée à l'Allemagne de l'Est après la Seconde Guerre mondiale ; mais, éloignée du pouvoir, l'île était fréquentée par les personnes en désaccord avec le régime, qui l'utilisaient aussi comme passage pour la Suède, le Danemark ou la RFA. Il reste un vestige de cette époque sur l'île, le Zeltkino, cinéma sous chapiteau créé en 1964.

## Économie

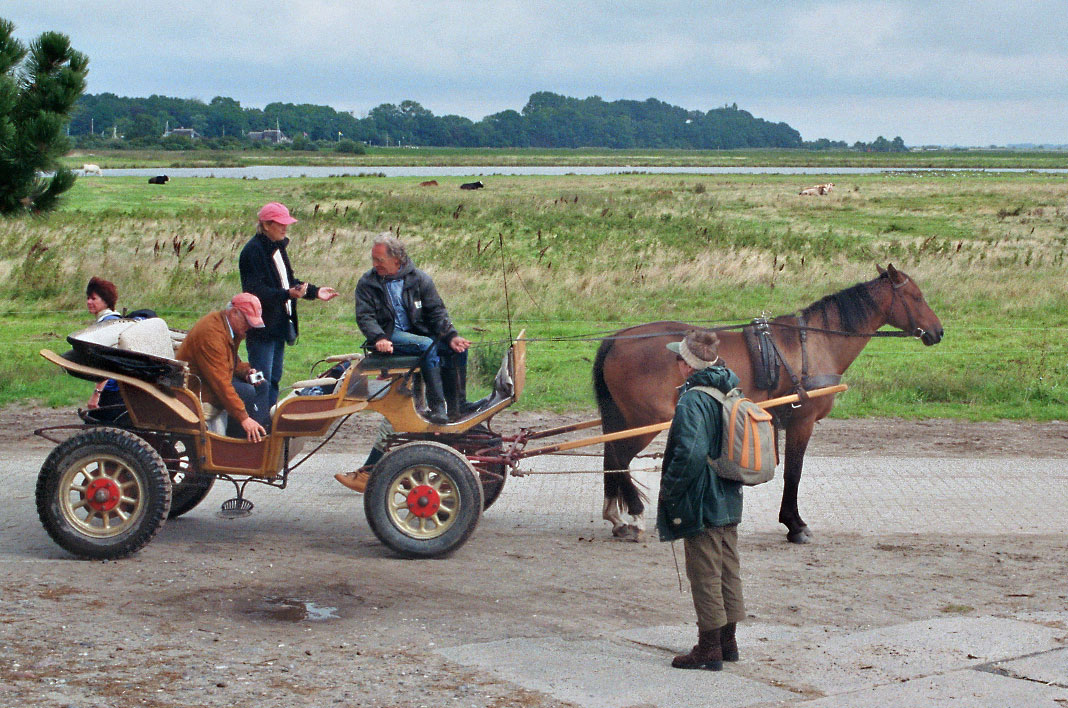
Déplacement en calèche

L'île vit principalement du tourisme, la plupart des habitants proposent d'ailleurs des logements de vacances (chambre d'hôtes, studio ou bungalow). Cependant la plupart des visiteurs sont des excursionnistes, c'est-à-dire de gens de passage pour une journée. Les principaux atouts de l'île sont la nature, les plages de sable et la tranquillité. Il n'y a, par exemple, pas de discothèque et c'est une île sans voitures, à l'exception des véhicules de police ou de pompiers et des engins agricoles. On s'y déplace à pied, à vélo ou en calèche.

## Éducation
Des enseignements sont dispensés sur l'île depuis 1788, mais ils étaient d'abord assurés par le sacristain (Küster). La première école fut fondée à Vitte le 2 novembre 1887. Cette école a pris le statut de Realschule en 1990. Elle accueille aujourd'hui une cinquantaine d'élèves.

## Gastronomie

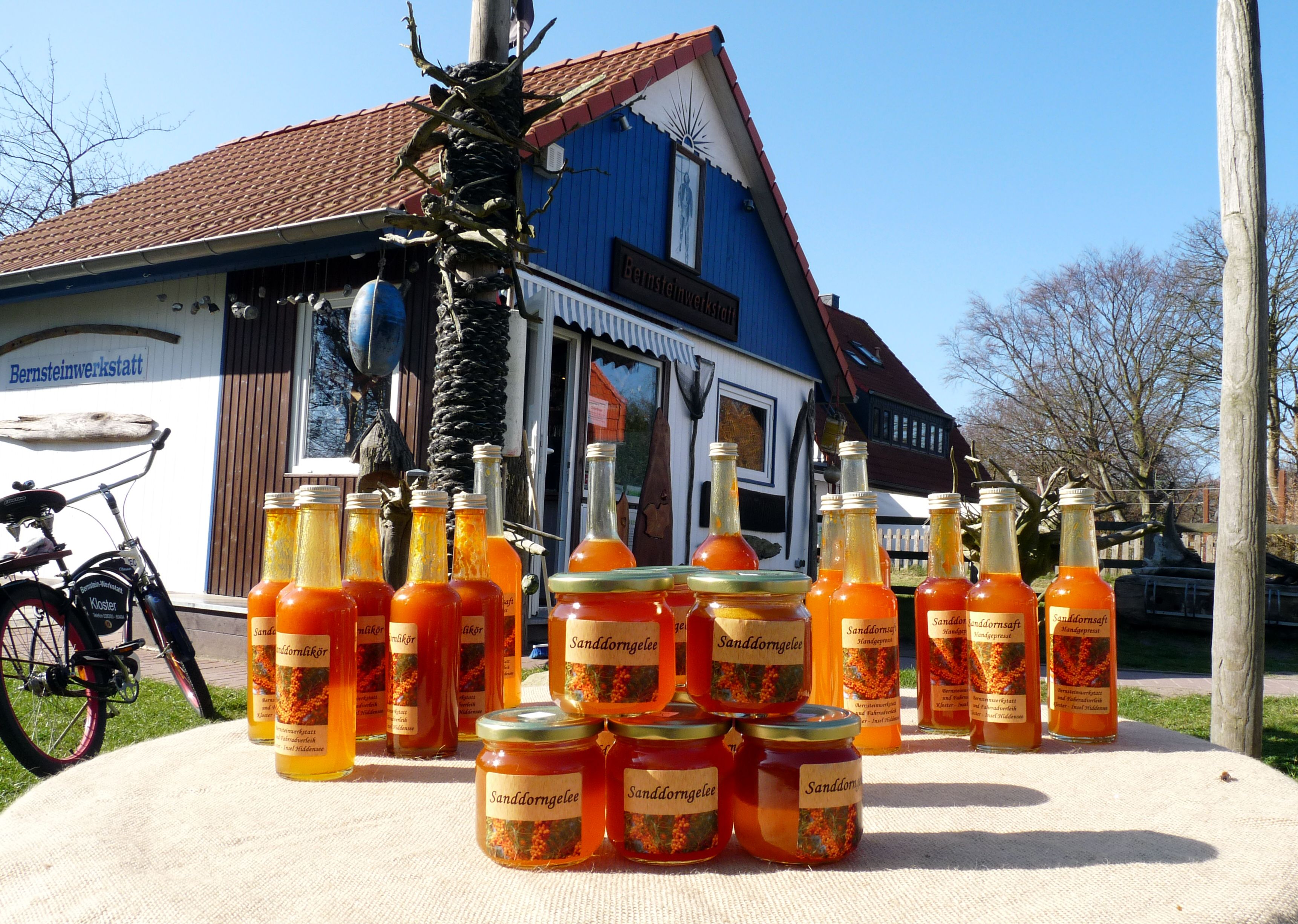
Produits dérivés de l'argousier : liqueur, gelée, jus

L'argousier étant très présent sur l'île, ses fruits sont utilisés pour fabriquer des boissons alcoolisées ou non, de la gelée ou de la compote. Leur haute teneur en vitamines et leur couleur d'un orange éclatant sont aussi appréciées pour la confection de gâteaux (Sanddorntorte) ou de glace (Sanddorneis).
Les repas eux-mêmes font largement appel aux poissons locaux, frais ou fumés, tels que le hareng ou le sandre.

## Personnalités liées à Hiddensee
Par ordre alphabétique :
- Elisabeth Büchsel (1867-1957), artiste-peintre, possédait un appartement de vacances dans la maison de la famille Gau au sud de Vitte ;
- Hanns Cibulka (1920-2004), auteur de plusieurs livres à succès sur les paysages de Hiddensee, tels que Sanddornzeit, ou Seedorn, séjournait souvent à Kloster entre 1970 et 1985 ;
- Albert Einstein (1879-1955), physicien, effectua plusieurs séjours sur l'île comme en témoigne la plaque commémorative apposée sur la station ornithologique de Kloster, rattachée à l'Université de Greifswald : « Hier weilte Albert Einstein mehrfach während seiner Besuche auf Hiddensee » ;
- Alexander Ettenburg (1858-1919), acteur et poète, était surnommé « l'ermite de Hiddensee »
- Hans Fallada, écrivain, rédigea en 1932 à l'hôtel Am Meer de Neuendorf son roman Et puis après ? (Kleiner Mann – was nun?) ;

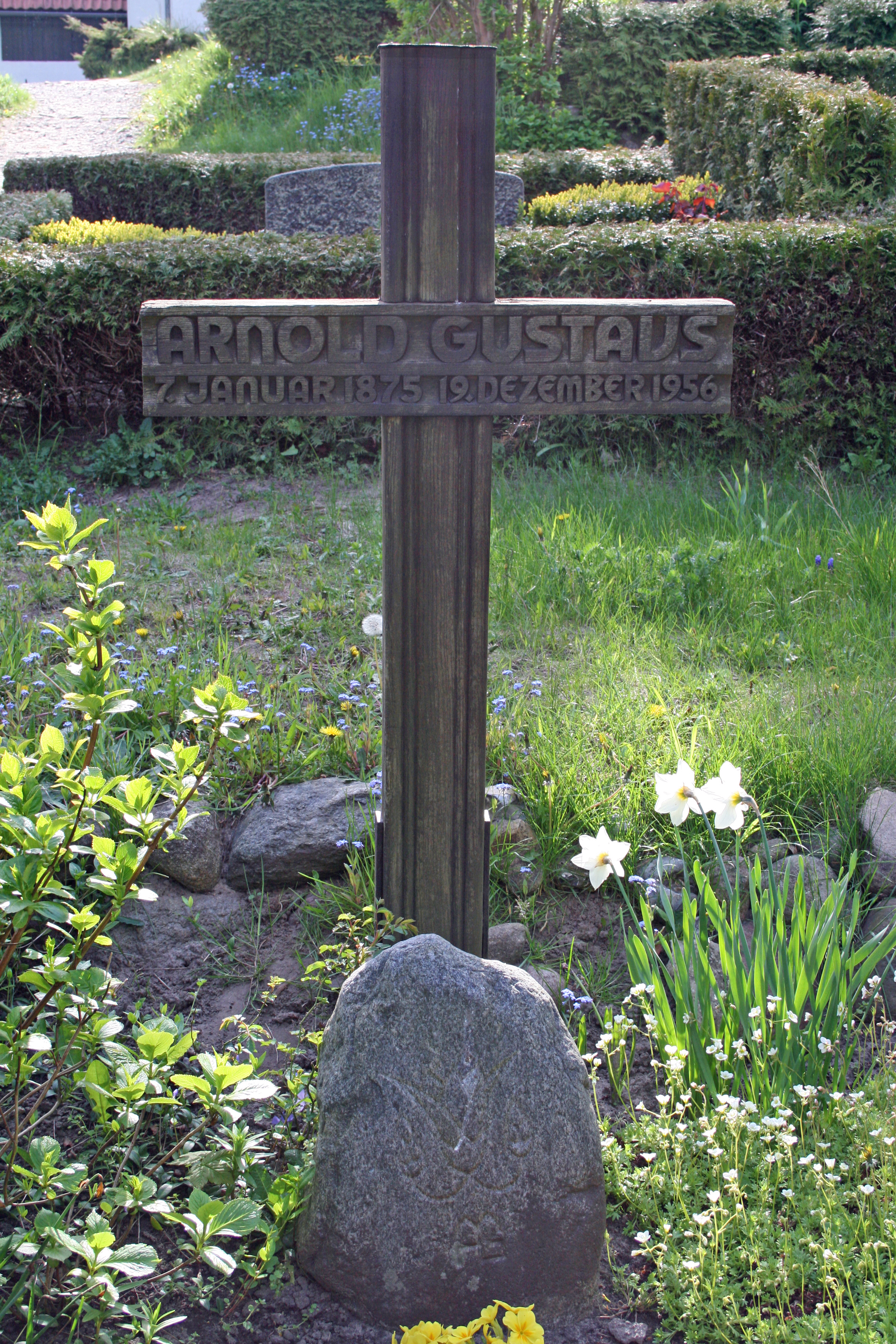
Tombe du pasteur Arnold Gustavs à Kloster

- Walter Felsenstein (1901-1975), metteur en scène d'opéra, possédait une résidence d'été à Hiddensee ; il est enterré à Kloster ;
- Otto Gebühr (1877-1954), acteur, possédait une maison à Kloster ; en 1934 il prit pour la première fois un café au Gasthof zur Heiderose ;
- Arnold Gustavs (1875-1956), ancien pasteur et auteur régionaliste, ainsi que son fils, le peintre Eggert Gustavs (1909-1996), né à Hiddensee ;
- Gerhart Hauptmann (1862-1946), écrivain, séjourna chaque été entre 1896 et 1899 au Gasthof zur Ostsee à Vitte, puis à l'ancienne pension Haus am Meer de Kloster (transformée depuis en station ornithologique) ; en 1930 il fit l'acquisition de la maison Seedorn à Kloster, aujourd'hui transformée en musée ; il est inhumé dans le cimetière de l'île ;
- Erich Heckel (1883-1970), artiste-peintre, membre du groupe expressionniste Die Brücke, vint se reposer à Grieben pendant l'été 1912 et réalisa 35 tableaux inspirés des paysages de Hiddensee ;
- Max Kaus (1891-1977), artiste-peintre, qui passa les mois d'été dans une petite maison à Hiddensee de 1920 à 1922 ;
- Werner Klemke (1917-1994), peintre et illustrateur, possédait une maison à Hiddensee ;
- Käthe Kollwitz (1867-1945), sculpteur, graveur, dessinatrice, séjournait souvent à Hiddensee pendant les années 1920 ; elle était l'hôte du peintre Leo Klein-Diepold au sud de Vitte
- Käthe Kruse (1883-1968), créatrice de poupées ;
- Max Kruse (1854-1942), sculpteur ;
- Oskar Kruse (1847-1919) artiste-peintre, fit construire la Lietzenburg à Hiddensee, reprise ensuite par son frère Carl Max et sa belle-sœur Käthe Kruse ;
- Henni Lehmann (1887-1937) artiste-peintre, à Vitte ;
- Käthe Löwenthal (1878-1942), artiste-peintre, séjournait régulièrement à Vitte pendant l'été
- Angela Merkel, chancelière d'Allemagne de 2005 à 2021, s'est rendue sur cette île, lors de son voyage de noces avec son premier mari, Ulrich Merkel ;
- Hermann Muthesius (1861-1927), architecte, posséda une maison à Vitte à partir de 1912 ;
- Asta Nielsen (1881-1972), vedette danoise du cinéma muet, possédait la maison Karusel à Vitte ;
- Nikolaus Niemeyer, artiste-peintre et poète, auteur du décor floral de l'église de Kloster et de poèmes en bas-allemand, possédait une maison au nord de Vitte à partir des années 1920 ;
- Gret Palucca (1902-1993), danseuse, vint pour la première fois sur l'île en 1948 ; à partir des années 1960 elle posséda sa propre maison à Vitte ; en 1993 elle fut inhumée au cimetière de Kloster
- Gisela Peschke (1942-1993), artiste-peintre
- Adolf Reichwein (1898-1944), pédagogue, membre du cercle de Kreisau, possédait pendant les années 1930 une résidence d'été surnommée « das Hexenhaus » (la maison des sorcières) ;
- Joachim Ringelnatz (1883-1934), poète, était souvent l'hôte d'Asta Nielsen ;
- Robert Rompe (1905-1993), physicien et homme politique, possédait une résidence d'été à Kloster où il fut inhumé ;
- Aljoscha Rompe (1947-2000), son beau-fils, musicien ;
- Renate Seydel (née en 1935), femme de lettres, éditrice et libraire